# Бабін Сергій Іванович
Сергій Іванович Бабін (20 жовтня 1913, село Завгороднє Харківської губернії, тепер Ізюмського району Харківської області — 17 вересня 1973, селище радгоспу-технікуму імені Фрунзе (Новотираспольський), тепер у складі міста Тирасполь, Молдова) — радянський молдавський діяч, директор плодоовочевого радгоспу-технікуму імені Фрунзе Тираспольського району Молдавської РСР. Депутат Верховної Ради Молдавської РСР 4-го скликання. Депутат Верховної ради СРСР 5—6-го скликань. Герой Соціалістичної Праці (30.04.1966). Кандидат сільськогосподарських наук (1955).

## Життєпис
Народився в бідній селянській родині.
У 1930—1935 роках — діловод народного суду; вчитель початкової школи; учень зоотехнікуму.
У 1935—1941 роках — інспектор, начальник управління бджільництва Молдавського республіканського земельного управління Народного комісаріату землеробства Молдавської АРСР.
Член ВКП(б) з 1939 року.
У 1941 році закінчив Тираспольський інститут садівництва та овочівництва.
У 1941—1944 роках — агроном-овочівник у системі «Головконсервтресту», керуючий відділення радгоспу.
У 1944—1960 роках — директор плодоовочевого радгоспу імені Фрунзе Тираспольського району Молдавської РСР.
У 1955 році захистив дисертацію на тему «Шляхи покращення вирощування суниці у Південному Придністров'ї Молдавської РСР». Розробив агротехніку плодових та ягідних культур для умов Молдови. У вересні 1959 року з ініціативи Сергія Бабіна радгосп перетворений на радгосп-технікум (перший навчальний заклад нового типу у СРСР).
У 1960—1973 роках — директор Молдавського плодоовочевого радгоспу-технікуму імені Фрунзе Тираспольського району Молдавської РСР.
У 1962—1965 роках у середньому було зібрано по 88,3 центнери фруктів, 154,7 центнери винограду та 301 центнер овочів з гектара. План продажу державі фруктів було виконано на 126%, винограду — на 143%, овочів — на 138%. Радгосп-технікум неодноразово був учасником Виставки досягнень народного господарства (ВДНГ) СРСР.
Указом Президії Верховної Ради СРСР від 30 квітня 1966 року за успіхи, досягнуті у збільшенні виробництва та заготівель винограду, плодів та овочів, Бабіну Сергію Івановичу присвоєно звання Героя Соціалістичної Праці з врученням ордена Леніна та золотої медалі «Серп і Молот».
Помер 17 вересня 1973 року в селищі радгоспу-технікуму імені Фрунзе (Новотираспольському) Молдавської РСР. Похований на цвинтарі села Тернівки Слободзейського району.

## Основні праці
- Наші сади: [Радгосп-технікум ім. Фрунзе, Тираспольського району]. Кишинів: Картя молдовеняске, 1963.
- За високий урожай фруктів: З досвіду роботи плодів Тираспольського радгоспу-технікуму ім. М. В. Фрунзе. Кишинів: Партвидав, 1962.
- Досвід вирощування суниці у радгоспі імені М. В. Фрунзе Тираспольського району. Кишинів: Картя молдовеняске, 1960. (Б-ка колгоспника).
- З досвіду роботи радгоспу імені М. В. Фрунзе. Москва: Харчопромвидав, 1953. (Передовий досвід радгоспів Міністерства промисловості продовольчих товарів СРСР).

## Нагороди
- Герой Соціалістичної Праці (30.04.1966)
- два ордени Леніна (15.02.1957; 30.04.1966)
- орден Жовтневої революції (8.04.1971)
- орден «Знак Пошани» (11.10.1949)
- дві Великі золоті медалі ВДНГ
- медалі
- Заслужений агроном Молдавської РСР (1952)